# Mefjordvær
Mefjordvær est une localité du comté de Troms, en Norvège.

## Géographie
Administrativement, Mefjordvær fait partie de la kommune de Berg.